# Glasberg (Linsengericht)
Der Glasberg ist ein 476 m ü. NHN hoher Berg im Spessart zwischen Biebergemünd und Westerngrund im Hessischen Main-Kinzig-Kreis und bayerischen Landkreis Aschaffenburg in Deutschland.

## Geographie
Der Glasberg liegt zwischen Breitenborn/Lützel und Huckelheim. Etwas südlich des Gipfels verläuft die Landesgrenze zwischen Bayern und Hessen. An seinen Nordhängen entspringt der Lützelbach. Der Glasberg geht im Osten flach zu den Bergen Gaiersberg (475 m) und Hoher Querberg (474 m) über. In nordwestliche Richtung ist er mit dem Franzosenkopf (481 m) verbunden. Der Gipfel selbst befindet sich auf der Gemarkung von Großenhausen, einem Ortsteil der nordwestlich liegenden Gemeinde Linsengericht. 
Über den Glasberg führt der historische Handelsweg Birkenhainer Straße.